# ماجد الزير
ماجد الزير (مواليد 8 ديسمبر 1962) ناشط أردني بريطاني ومدير سابق لمركز العودة الفلسطيني. ووفقًا لوزارة الداخلية الألمانية الاتحادية ووزارة الخزانة الأمريكية، فهو الممثل الأعلى لحركة حماس في ألمانيا، وهي منظمة مصنفة كمنظمة إرهابية من قبل الاتحاد الأوروبي والولايات المتحدة.

## النشأة
وُلِد الزير في قرية حرملة، وهو من بدو التعامرة. تلقى تعليمه في الكويت، وتخرج من جامعة الكويت بشهادة في الهندسة المدنية عام 1986. وخلال دراسته الجامعية، كان رئيسًا للجمعية الإسلامية لطلبة فلسطين. انتقل إلى المملكة المتحدة عام 1992، وحصل على درجة الماجستير في دراسات اللاجئين من جامعة شرق لندن عام 2002.

## العمل الخيري
ساعد الزير في تأسيس مركز العودة الفلسطيني في عام 1996. نظمت المنظمة فعاليات استضافت سياسيين من حزب العمال بما في ذلك جيريمي كوربين وأندي سلوتر ويان موراي والبارونة تونج. أعلنت إسرائيل مركز العودة الفلسطيني فرعًا غير قانوني لحماس في عام 2010، وفرضت عقوبات عليه، ثم فرضت عقوبات على الزير في عام 2013. على مر السنين، ارتبط بجماعات تعتقد إسرائيل أنها واجهات لحماس في أوروبا، بما في ذلك مجلس العلاقات الأوروبية الفلسطينية. تحت قيادته، مول مركز العلاقات الفلسطينية ومجلس العلاقات الأوروبية الفلسطينية بالكامل رحلة لكوربين وسلوتر إلى لبنان، حيث التقيا بمسؤولين من حماس والجبهة الجبهة الشعبية لتحرير فلسطين.

## النشاط السياسي
التقى بزعيم حماس آنذاك، خالد مشعل، ووزير الداخلية إيران، علي أكبر محتشمي، الذي ساعد في تأسيس حزب الله، في مؤتمر عام 2008 في دمشق. مُنع من دخول الأردن لحضور مؤتمر عام 2013 دون تفسير، على الرغم من كونه مواطنًا ويمتلك منزلًا في الرصيفة. انتقل من لندن إلى برلين عام 2014، ويعيش في نويكولن. فاز بتسوية ضد وورلد تشيك مقابل 13،000 دولار بالإضافة إلى الرسوم القانونية، بعد أن صنفته شركة قاعدة بيانات التحقق من الخلفية على أنه مرتبط بالإرهاب. أدى هذا التصنيف إلى إغلاق العديد من الحسابات المصرفية له ولمنظمته بين عامي 2009 و2015.
التقى إسماعيل هنية في عام 2015، الذي كان يقود حماس في قطاع غزة في ذلك الوقت. كما هنأت حماس الزير في ذلك العام لمساعدته اللجنة الشعبية للتحرير في أن تصبح مستشارًا للمجلس الاقتصادي والاجتماعي التابع للأمم المتحدة. واتهم المملكة المتحدة في «الجرائم المرتكبة ضد الشعب الفلسطيني» في مؤتمر عام 2021، وألقى لاحقًا خطابًا في برلين قال فيه إن سقوط إسرائيل مسألة وقت فقط. حضر مؤتمرًا فلسطينيًا في مالمو، السويد في مايو 2023، والذي قاطعته منظمة التحرير الفلسطينية، التي اتهمت المنظمين بالارتباط بالإرهاب والسعي إلى تقسيم الشعب الفلسطيني. التقى الزير بالسياسي السويدي جمال الحاج، ورئيس المؤتمر أمين أبو رشيد، الذي اعتقلته الشرطة الهولندية بعد ذلك بوقت قصير بتهمة جمع ملايين اليوروهات لحماس.
نشر على الفيسبوك أن عملية طوفان الأقصى كانت دفاعًا فلسطينيًا عن النفس. بحثت الشرطة الألمانية عن أدلة في مقر إقامته في 23 نوفمبر خلال المداهمات التي استهدفت أعضاء حماس. صرحت وزارة الداخلية الألمانية ووزارة الخزانة الأمريكية أنه مسؤول عن جمع الأموال والنشاط الأوروبي الواسع النطاق لحماس، وأنه قريب من قيادة المنظمة. تم العثور على أسلحة تحت الأرض خلال هذه المداهمات، والتي زُعم أنها استخدمت في هجمات مخططة ضد المؤسسات اليهودية في أوروبا. في نوفمبر 2023، اتهم عضو البرلمان البريطاني عن حزب العمال كريستيان ويكفورد الزير بأنه عميل لحماس. وفقًا لوزارة الخزانة الأمريكية، كان جزءًا من وفد إلى الشرق الأوسط مع عادل دغمان ومحمد حنون لحماس. وقد فرض مكتب مراقبة الأصول الأجنبية عقوبات على الثلاثي في 7 أكتوبر 2024 في حملة على قدرة حماس على جمع الأموال. رفض الزير الاتهامات وصرح بأن هذا الإجراء كان يهدف إلى تثبيط عمله من أجل حقوق الفلسطينيين، وكان يسعى إلى اتخاذ إجراء قانوني للطعن في القيود. دفعت جمعية هنري جاكسون والمحامون البريطانيون من أجل إسرائيل في عام 2025 لانضمام المملكة المتحدة للولايات المتحدة وفرض عقوبات عليه.

## مذكرة التوقيف
أصدرت ألمانيا مذكرة اعتقال بحق الزير في مايو 2025، واتصلت بالشرطة السويدية، معتقدة أنه فر إلى السويد. ومع ذلك، وفقًا لتقرير في صحيفة جيروزاليم بوست، فقد يكون موجودًا بالفعل في تركيا بناءً على تغريدات تشير إلى أنه كان في مؤتمر استضافه سامي العريان، وهو باحث تم ترحيله من الولايات المتحدة في عام 2015 بعد إقراره في عام 2006 للمساعدة في جمع الأموال حركة الجهاد الإسلامي في فلسطين.

## الحياة الشخصية
الزير متزوج ولديه أربعة أبناء وبنت.

## وصلات خارجية
- الموقع الشخصي